# Попівська сільська рада (Новосанжарський район)
Попівська сільська рада — колишній орган місцевого самоврядування у Новосанжарському районі Полтавської області з центром у c. Попове.

## Населені пункти
Сільраді були підпорядковані населені пункти:
- c. Попове
- с. Бечеве